# Puerto Inca
A cidade peruana de Puerto Inca é a capital da Província de Puerto Inca, situada no Departamento de Huánuco, pertencente a Região de Huánuco, Peru.